# Foroneu
Segons la mitologia grega, Foroneu (en grec antic: Φορωνεύς), va ser, segons les llegendes del Peloponès, el primer home, fill del déu-riu Ínac i d'una nimfa, Mèlia, nom que recorda el dels freixes. Té dos germans, Egialeu i Fegeu.
Foroneu va ser escollit àrbitre per decidir en la baralla entre Hera i Posidó, que es disputaven el Peloponès, i es va pronunciar en favor d'Hera. Es deia que Foroneu va ser el primer d'ensenyar els homes a viure en ciutats i usar el foc, i d'introduir el culte d'Hera.
Les tradicions varien sobre el nom de la seva dona: se l'anomena Cerdo, o Telèdice, o Cinna, o també Peito. I també és variable la llista dels seus fills. Freqüentment se cita Apis, Car, que va ser el primer rei de Mègara, Níobe, mare d'Argos, i de vegades s'hi afegeixen Iasos, Lircos, Pelasg i Agènor.
Els argius li retien culte com a heroi fundador.